# Kiiara
Киара Солтерс (англ. Kiara Saulters; род. 24 мая 1995 в штате Иллинойс) — американская певица. Более известна под своим сценическим псевдонимом Kiiara. Записывается на лейбле Atlantic Records. Она совмещает в своей музыке жанры электропоп и поп-музыку.

## Биография
Киара росла в городе Уилмингтоне, штат Иллинойс. Для повышения музыкального опыта Кийара записывалась в студии звукозаписывающей компании Warner Music Group и Atlantic Records.

## Карьера
В 2013 году Киара Солтерс записала сингл «Bring Me Back».
В июне 2015 девушка подписала контракт с лейблом Atlantic Records, начав записываться под сценическим именем Кийара (Kiiara). Она выпустила второй сингл «Gold». Сингл «Gold» был выбран в качестве саундтрека для рекламы компании часов Apple Watch. Видеоклип на песню «Gold» опубликовали на YouTube 21 марта 2016. Её дебютный мини-альбом «Low Kii Savage» выпущен 22 марта 2016 года. Клип «Gold» набрал 5 миллионов просмотров к середине мая 2016.
15 сентября 2016 Кийара исполнила песню «Gold» на ток-шоу Tonight Show с Джимми Фаллоном. Совместно с Linkin Park записала сингл «Heavy» 16 февраля 2017 года.
На неё повлияло творчество таких известных исполнителей как Eminem, Yelawolf и Linkin Park.
7 июня 2019 года Киара выпустила сольную песню «Open my mouth», а 9 октября 2020 года был выпущен дебютный студийный альбом «Lil Kiiwi».

## Дискография

### Альбом в чарте
| Название       | Выпущен                                                              | Позиции в чарте | Позиции в чарте | Позиции в чарте |
| Название       | Выпущен                                                              | US              | US              | AUS             |
| -------------- | -------------------------------------------------------------------- | --------------- | --------------- | --------------- |
| Low Kii Savage | - Релиз: 22 марта 2016 - Лейбл: Atlantic - Формат: Цифровая загрузка | 41              | 13              | 46              |

### Чарты
| Название                                                                  | Год  | Позиции в чарте | Позиции в чарте | Позиции в чарте | Позиции в чарте | Позиции в чарте | Позиции в чарте | Позиции в чарте | Позиции в чарте | Позиции в чарте | Позиции в чарте | Сертификации | Альбом             |
| Название                                                                  | Год  | US              | AUS             | BEL (FL)        | CAN             | DEN             | ITA             | NET             | NZ              | SWE             | UK              | Сертификации | Альбом             |
| ------------------------------------------------------------------------- | ---- | --------------- | --------------- | --------------- | --------------- | --------------- | --------------- | --------------- | --------------- | --------------- | --------------- | --- | ------------------ |
| «Bring Me Back»                                                           | 2013 | —               | —               | —               | —               | —               | —               | —               | —               | —               | —               | | Не альбомный сингл |
| «Gold»                                                                    | 2015 | 13              | 5               | 15              | 20              | 12              | 53              | 56              | 22              | 29              | 48              | - RIAA: 2× Platinum - ARIA: 2× Platinum - BEA: Gold - BPI: Silver - IFPI DEN: Gold - FIMI: Platinum - MC: 3× Platinum - RMNZ: Platinum | Low kii savage     |
| «Feels»                                                                   | 2016 | —               | —               | —               | —               | —               | —               | —               | —               | —               | —               | | Low kii savage     |
| «Hang Up tha Phone»                                                       | 2016 | —               | —               | —               | —               | —               | —               | —               | —               | —               | —               | | Low kii savage     |
| «Dopemang» (При участии Ashley All Day)                                   | 2016 | —               | —               | —               | —               | —               | —               | —               | —               | —               | —               | | Не альбомный сингл |
| «Whippin» (При участии Felix Snow)                                        | 2017 | —               | —               | —               | 94              | —               | —               | 113             | —               | —               | —               | | TBA                |
| «Wishlist»                                                                | 2017 | —               | —               | —               | —               | —               | —               | —               | —               | —               | —               | | TBA                |
| «—» означает, что сингл не попал в чарт или не издавался в данной стране. |      |                 |                 |                 |                 |                 |                 |                 |                 |                 |                 | |                    |

#### Синглы с участием других артистов
| Название                                                                   | Год  | Позиции в чарте | Позиции в чарте | Позиции в чарте | Позиции в чарте | Позиции в чарте | Позиции в чарте | Позиции в чарте | Сертификации              | Альбом             |
| Название                                                                   | Год  | US              | AUS             | BEL (FL)        | CAN             | IRE             | ITA             | UK              | Сертификации              | Альбом             |
| -------------------------------------------------------------------------- | ---- | --------------- | --------------- | --------------- | --------------- | --------------- | --------------- | --------------- | ------------------------- | ------------------ |
| «Heavy» (Linkin Park при участии Kiiara)                                   | 2017 | 45              | 33              | —               | 46              | 88              | 78              | 43              | - RIAA: Gold - BVMI: Gold | One More Light     |
| «Complicated» (Dimitri Vegas & Like Mike и Дэвид Гетта с участием Kiiara)  | 2017 | —               | —               | 4               | —               | —               | —               | —               | - BEA: Platinum           | Не альбомный сингл |
| «Darkside» (Ty Dolla Sign & Future совместно с Kiiara)                     | 2017 | —               | —               | —               | —               | —               | —               | —               |                           | Bright: The Album  |
| «Put Me Back Together» (Cheat Codes при участии Kiiara)                    | 2018 | —               | —               | —               | —               | —               | —               | —               |                           | TBA                |
| «—» означает, что альбом не попал в чарт или не издавался в данной стране. |      |                 |                 |                 |                 |                 |                 |                 |                           |                    |